# Championnat des îles Féroé de football 1963
Navigation
Meistaradeildin 1962 Meistaradeildin 1964
La saison 1963 du Championnat des îles Féroé de football était la 21e édition de la première division féroïenne à poule unique, la Meistaradeildin. Les quatre meilleurs clubs du pays jouent les uns contre les autres à deux reprises durant la saison, à domicile et à l'extérieur.
C'est le HB Tórshavn qui remporte le titre cette année après avoir terminé en tête du classement.
C'est le 3e titre de champion de l'histoire du club qui réalise le doublé en remportant la Coupe des Îles Féroé face au B36 Tórshavn.

## Les clubs participants
| \| B36 HB KÍ TB \| Localisation des clubs engagés dans le championnat 1963. |
| B36 HB KÍ TB                                                                |

- B36 Tórshavn - Tenant du Titre

- HB Tórshavn

- KÍ Klaksvík

- TB Tvøroyri

## Compétition

### Classement[n 1]
| Rang | Équipe           | Pts | J | G | N | P | Bp | Bc | Diff |
| ---- | ---------------- | --- | - | - | - | - | -- | -- | ---- |
| 1    | HB Tórshavn (C)  | 10  | 6 | 5 | 0 | 1 | 17 | 4  | +13  |
| 3    | KÍ Klaksvík      | 8   | 6 | 3 | 2 | 1 | 13 | 11 | +2   |
| 2    | B36 Tórshavn (T) | 6   | 6 | 2 | 2 | 2 | 12 | 17 | -5   |
| 4    | TB Tvøroyri      | 0   | 6 | 0 | 0 | 6 | 6  | 16 | -10  |

|  | Vainqueur du championnat 1963                                |
|  | (T) Tenant du titre (C) Vainqueur de la Coupe des îles Féroé |

### Résultats[n 1]
| Résultats (▼dom., ►ext.) | B36 | HB  | KÍ  | TBT |
| B36 Tórshavn             |     | 0-5 | 4-4 | 3-2 |
| HB Tórshavn              | 3-1 |     | 0-1 | 4-0 |
| KÍ Klaksvík              | 2-2 | 1-3 |     | 2-0 |
| TB Tvøroyri              | 1-2 | 1-2 | 2-3 |     |

## Bilan de la saison
| Championnat des îles Féroé de football 1963 |                        |
| Champion                                    | HB Tórshavn (3e titre) |
| Coupes et trophées                          |                        |
| Vainqueur de la Coupe des îles Féroé 1963   | HB Tórshavn            |
| Qualifications continentales                |                        |
| Promotions et relégations                   |                        |
| Promus en Meistaradeildin                   | non                    |
| Relégués en Meðaldeildin                    | non                    |